# Viktor Poddubny
Viktor Poddubny –en ruso, Виктор Поддубный– (Omsk, URSS, 30 de mayo de 1965) es un deportista soviético que compitió en judo. Ganó una medalla de bronce en el Campeonato Europeo de Judo de 1987 en la categoría de –86 kg.
Participó en los Juegos Olímpicos de Seúl 1988, donde finalizó duodécimo en la categoría de –95 kg.

## Palmarés internacional
| Campeonato Europeo | Campeonato Europeo | Campeonato Europeo | Campeonato Europeo |
| Año                | Lugar              | Medalla            | Categoría          |
| ------------------ | ------------------ | ------------------ | ------------------ |
| 1987               | París (Francia)    | Medalla de bronce  | –86 kg             |